# Antrodiaetus lincolnianus
Antrodiaetus lincolnianus är en spindelart som först beskrevs av Leonard G. Worley 1928.  Antrodiaetus lincolnianus ingår i släktet Antrodiaetus och familjen Antrodiaetidae. Inga underarter finns listade i Catalogue of Life.